# Monaco au Concours Eurovision de la chanson 1976
Monaco a participé au Concours Eurovision de la chanson 1976 à La Haye, aux Pays-Bas. C'est la 18e participation monégasque au Concours Eurovision de la chanson.
Le pays est représenté par la chanteuse Mary Christy et la chanson Toi, la musique et moi, sélectionnées en interne par Télé Monte-Carlo.

## Sélection interne
Le radiodiffuseur monégasque, Télé Monte-Carlo, choisit l'artiste et la chanson en interne pour représenter Monaco au Concours Eurovision de la chanson 1976.
Lors de cette sélection, c'est la chanson Toi, la musique et moi, écrite par Gilbert Sinoué, composée par Georges Costa et interprétée par Mary Christy, qui fut choisie. Le chef d'orchestre choisi est Raymond Donnez (en).
| Ordre | Interprète   | Chanson                | Langue   |
| ----- | ------------ | ---------------------- | -------- |
| 1     | Mary Christy | Toi, la musique et moi | Français |

## À l'Eurovision

### Points attribués par Monaco
| 12 points | France      |
| 10 points | Royaume-Uni |
| 8 points  | Belgique    |
| 7 points  | Finlande    |
| 6 points  | Irlande     |
| 5 points  | Autriche    |
| 4 points  | Suisse      |
| 3 points  | Espagne     |
| 2 points  | Pays-Bas    |
| 1 point   | Israël      |

### Points attribués à Monaco
| 12 points                                   | 10 points     | 8 points                        | 7 points                                | 6 points |
| ------------------------------------------- | ------------- | ------------------------------- | --------------------------------------- | -------- |
| - Luxembourg                                |               | - Belgique - Irlande - Pays-Bas | - Allemagne - Espagne - Israël - Italie |          |
| 5 points                                    | 4 points      | 3 points                        | 2 points                                | 1 point  |
| - Autriche - Norvège - Royaume-Uni - Suisse | - Yougoslavie | - Portugal                      | - Finlande                              |          |

Mary Christy interprète Toi, la musique et moi en 16e position, après le Portugal et avant la France. Au terme du vote final, Monaco termine 3e sur 18 pays avec 93 points.